# Iso Pyydyssaari
Iso Pyydyssaari är en ö i Finland. Den ligger i sjön Sumiainen och i kommunen Äänekoski i den ekonomiska regionen  Äänekoski ekonomiska region  och landskapet Mellersta Finland, i den centrala delen av landet, 280 km norr om huvudstaden Helsingfors. Öns area är 6,3 hektar och dess största längd är 450 meter i sydöst-nordvästlig riktning.